# Будинок Назарія Сухоти
Буди́нок Назарія Сухоти — пам'ятка архітектури в Києві за адресою Покровська вул., 8/12. Споруджений у 1804 році для київського підприємця і купця Назарія Сухоти, який тримав тут крамницю і австерію (ресторан), а при садибі — кінну пошту. У 1838 році сюди були переведені служби Магістрату і Міської думи (тоді на будинку з'явився міський герб).
У 1878 році, після від'їзду Міської думи до нового приміщення на Хрещатику, був добудований третій поверх і сюди переведено 3-тю гімназію. З 1920 року в цьому приміщенні була трудова школа № 20, яка згодом стала середньою школою. У 1981 році середня школа № 20 переїхала у нове приміщення на Оболоні, а тут розмістився Палац піонерів Подільського району м. Києва — нині Будинок дитячої творчості Подільського району.
Будинок має статус пам'ятки архітектури національного значення та пам'ятки історії місцевого значення.